# Lingua tiwi
La lingua tiwi è la lingua degli aborigeni tiwi, in un numero totale di parlanti che si aggira intorno ai 2.100. Può essere considerata lingua viva, poiché i parlanti privilegiano l'utilizzo del tiwi nelle comunicazioni.
Il tiwi tradizionale, parlato da persone oltre i cinquant'anni nel 2005, è una lingua polisintetica, con una complessità persa con il passare delle generazioni. 
Da tempo è riconosciuta come lingua isolata.

## Fonologia

### Consonanti
|               | Biabiale | Velare | Palatale     | Dentale      | Alveolare | Retroflessa |
| ------------- | -------- | ------ | ------------ | ------------ | --------- | ----------- |
| Occlusiva     | p [p]    | k [k]  | th [t̠] ~ [t̪] | th [t̠] ~ [t̪] | t [t]     | rt [ʈ]      |
| Nasale        | m [m]    | ng [ŋ] |              | nh [n̪]       | n [n]     | rn [ɳ]      |
| Polivibrante  |          |        |              |              | rr [r]    | r [ɻ]       |
| Laterale      |          |        |              |              | l [l]     | rl [ɭ]      |
| Approssimante | w [w]    | ? [ɰ]  | y [j]        |              |           |             |

Come molte lingue australiane, il tiwi ha quattro distinte seriwe di fermate coronali con un contrasto tra alveolare e postalveolare (retroflessa), distribuiti in modo complementare; la retroflessa si verifica prima della vocale anteriore /i/, mentre l'alveolare /t/ prima delle vocali /a/, /o/, /u/. 
Ha un'approssimante velare, insolita per i linguaggi australiani. Esiste nell'inventario anche il colpo di glottide solo per segnare la fine della frase. 

### Vocali
Il tiwi ha quattro vocali
|        | Anteriore | Centrale | Posteriore |
| ------ | --------- | -------- | ---------- |
| Chiusa | i         |          | u          |
| Aperta |           | a        | o          |

La frequenza di /o/ è bassa, neutralizzato da /a/ seguito da /w/. Tuttavia esiste come fonema, ad esempio per distinguere la parola jilati (coltello) da jiloti (per sempre). Ogni vocale fonematica presenta molti allofoni, sovrapponibili con allofoni di altre vocali. Tre di esse (/i/,/a/,/u/) si riducono a / ə / in sillabe atone. Le vocali lunghe si hanno solo in determinati casi come nel toponimo / Paɻuwu / [paɻu:].

## Morfologia
Essendo polisintetico il tiwi ha un linguaggio con molta incorporazione nominale, dove tutti gli elementi di una frase possono essere morfologicamente espressi da una parola come in jinuatəməniŋilipaŋəmat̪at̪umaŋələpiaŋkin̪a, che significa Egli è venuto e mi ha rubato il miele selvatico questa mattina mentre dormivo. Un centinaio di nomi possono essere incorporati nel verbo in tiwi, ma se incorporato può molto differire dalla forma libera (ad esempio Acqua fresca se incorporato diviene -maŋu-, se libero è kukuni).

### Morfologia verbale
Osborne (1974) individua undici categorie grammaticali che possono essere contrassegnati da verbi. Essi sono elencati di seguito usando la sua terminologia. Tutti i verbi devono essere contrassegnati per tempo, persona e numero, e soggetti e oggetti di terza persona singolare sono anche obbligatoriamente contrassegnati per genere. Tutte le altre categorie elencate di seguito non sono grammaticalmente obbligatori.
| Categoria           | Descrizione                                                                                               |
| ------------------- | --- |
| Persona             | Chi parla o chi ascolta l'evento rispetto a con chi parla o ascolta                                       |
| Numero              | Singolare o Plurale.                                                                                      |
| Genere              | Maschile o femminile                                                                                      |
| Tempo               | Passato, non passato, futuro                                                                              |
| Aspetti             | Ci sono cinque aspetti in aggiunta ai non marcati: durativo, ripetitivo, movimento, inizianti, incettivo. |
| Modo                | I modi sono indicativo, imperativo, suggiuntivo, compulsionale e incompletivo                             |
| Voci                | Riflessivo, reciprocale, collettivo, causativo                                                            |
| Locazione/direzione | La locazione marcata è "a distanza" o, se con un verbo di movimento, "dalla distanza".                    |
| Tempo del giorno    | Il tempo del giorno che può essere marcato è mattino presto o sera.                                       |
| Posizione           | I verbi possono avere marche a seconda se l'evento è stato effettuato in piedi o camminando               |
| Enfasi              | I verbi all'imperativo possono in aggiunta prendere enfasi.                                               |

## Morfologia nominale
Il tiwi non distingue nome e aggettivo.
Il sesso è assegnato solo agli oggetti, mentre animali e persone sono asessuati. Il sesso maschile è assegnato a oggetti sottili, piccoli e dritti, mentre il femminile a oggetti grandi, rotondi e ampi. Ad esempio il filo d'erba è maschile, una distesa d'erba è femminile. Il genere maschile è indicato dalle marche -ni o -ti, il femminile da -na o -ka. Alcuni nomi sono poi palesemente maschili o femminili, senza bisogno di marca.  

## Scrittura
Per scrivere il tiwi è utilizzato l'alfabeto latino. 

## Tiwi moderno
Con il contatto con le culture europee, il tiwi si è modificato distinguendosi dal tradizionale; ne è stato influenzato il lessico e la morfologia, rendendolo relativamente isolante piuttosto che polisintetico. La maggiore differenza è la complessità del verbo.
Esempio:
- IT: Lei sta camminando là al mattino con una luce

- TI TRAD: (Nyirra) AMPI-ni-watu-wujingi-ma-j-irrikirnigi-y-angurlimay-ami (Lei (il sole) splende sopra lì la mattina)

- TI MOD: Japinara jirra wokapat AMPI-jiki-mi kutawu con layit